# ヂャッカラパン・フワイペット
ヂャッカラパン・フワイペット（タイ語：จักรพันธ์ ห้วยเพชร、英語：Jakraphan Huaypetch) はトン（ต้น）のペンネームで活動するタイ王国の漫画家である。

## 経歴
トンは専門学校、大学で美術を学び、卒業後の2001年に漫画家としてデビュー。パッタヤーの自宅で創作を行っている。4作目「スーパーダンカー」で日本外務省第三回国際漫画賞を受賞。

## 作品
- 『Flyff Comic』 出版：ウィブーンギット・コミック（วิบูลย์กิจ：Vibulkij Comic）、1巻(-)、2巻(-)、3巻(2006年8月)[2]
- 『スーパーダンカー』 出版社：バンルーブックス（บันลือบุ๊คส์） 週刊漫画雑誌『マハーサヌック』（มหาสนุก）掲載

## 受賞
- 第三回国際漫画賞（外務省：2009年12月）最優秀賞 Gold Award 『Super dunker』